# X線磁気円二色性

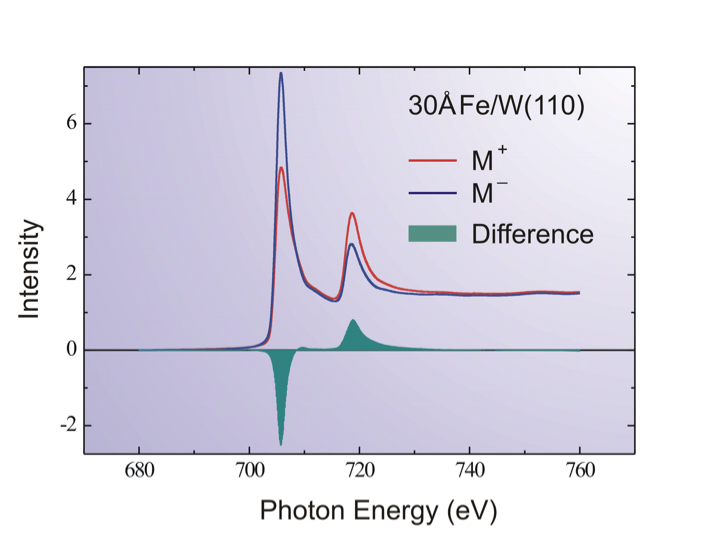
鉄のXMCDスペクトル

X線磁気円二色性  (X-ray magnetic circular dichroism、 XMCD ) とは、左円偏光と右円偏光の２つの磁場中で測定されたX線吸収スペクトル (XAS)の差スペクトルのこと。
XMCDスペクトルを解析することで、原子のスピンや軌道磁気モーメントなどの磁気的特性がわかる。
鉄、コバルト、ニッケルなどの遷移金属の場合、XMCDの吸収スペクトルはL殻を通常用いる。
鉄の場合では約700eVのX線を吸収することで2p電子が励起され、3d軌道に遷移する。
3d状態は元素の磁気的性質を反映しているため、スペクトルは磁気的特性についての情報を含んでいる。